# Apache Club de Mitsamiouli
Maillots
L'Apache Club de Mitsamiouli (en arabe : نادي أباتشيس ميتساميولي), plus couramment abrégé en Apache Club, est un club comorien de football fondé en 1972 et basé à Mitsamiouli, dans le nord de l'île de Grande Comore.

Ancien logo

## Rivalité
Le club a une rivalité avec le Coin Nord de Mitsamiouli qui est l'autre club de la ville. Ils n'ont jamais été plus forts que leurs rivales, puisqu'ils n'ont qu'un championnat et une coupe des Comores et qu'eux sont les plus titrés dans ces deux compétitions.
| Compétitions nationales                                                                                                 | Compétitions régionales                                                                                            | Compétitions mineures |
| --- | --- | --- |
| - Championnat des Comores (1) : - Champion : 2009. - Coupe des Comores (1) : - Vainqueur : 2009. - Finaliste : 1997-98. | - Championnat de Grande Comore (1) : - Champion : 2009. - Coupe de Grande Comore (1) : - Vainqueur : 2009 et 2011. | - Challenge Fair-Play (Coupe Rapid Club) : - Vainqueur : 2000. - Coupe de l'Avenir : - Vainqueur : 2001. - Tournoi Adcs-Radio de Mitsamiouli : - Vainqueur : 2002 et 2003. |

### Matchs du club en compétitions internationales
| Année | Compétition                   | Tour              | Pays                  | Club                        | Résultat         |
| ----- | ----------------------------- | ----------------- | --------------------- | --------------------------- | ---------------- |
| 2010  | Ligue des champions de la CAF | Tour préliminaire | Drapeau du Mozambique | Clube Ferroviário de Maputo | 3-5 (D), 1-4 (E) |

D : domicile, E : extérieur